# راسيل غوتز
راسيل غوتز (بالإنجليزية: Russ Goetz)‏ هو لاعب كرة قاعدة أمريكي، ولد في 31 مايو 1930 في ماكيسبورت في الولايات المتحدة، وتوفي بنفس المكان في 15 مارس 2017.